# الانتخابات التشريعية التونسية 1989
الانتخابات التشريعية التونسية 1989 هي انتخابات تشريعية نظمت في تونس في 2 أبريل 1989. هي الانتخابات الثامنة من نوعها. تعتبر هذه الانتخابات مزورة ومزيفة.

فاز حزب التجمع الدستوري الديمقراطي الذي يرأسه الرئيس زين العابدين بن علي بالانتخابات.

حركة النهضة الإسلامية شاركت في الانتخابات بقوائم مستقلة دعمتها، وذكرت النتائج الرسمية بأن ما جلبته هذه القائمات لم يتعدى 17%، بينما تدعي الحركة أنها فازت بأكثر من 40% من الأصوات، وأن المستقلين ككل تحصلوا على ما يناهز 70% من الأصوات والتجمع تحصل على 30%. بعد هذه الإنتخابات بدأت مرحلة جديدة في تاريخ تونس، حيث بدأ النظام الحاكم باضطهاد قيادات وأنصار حركة النهضة وذلك حتى سقوط نظام إثر الثورة التونسية في 2011.

## النتائج
|                          | العدد     | % من المسجلين | % من الناخبين |
| ------------------------ | --------- | ------------- | ------------- |
| المسجلين                 | 925 711 2 | 100%          |               |
| الناخبين                 | 719 073 2 | 76.5%         | 100%          |
| الأصوات الصحيحة للقائمات | 883 041 2 |               | 98.4%         |
| الأوراق البيضاء والملغاة | 836 31    |               | 1.6%          |
| الامتناع عن التصويت      | 206 638   | 23.5%         |               |

| الأحزاب                  | الأحزاب                       | الأصوات   | % من الأصوات الصحيحة | المقاعد |
| ------------------------ | ----------------------------- | --------- | -------------------- | ------- |
|                          | التجمع الدستوري الديمقراطي    | 004 633 1 | 80.6%                | 141     |
|                          | حركة الديمقراطيين الاشتراكيين | 250 76    | 3.8%                 | 0       |
|                          | حزب الوحدة الشعبية            | 596 13    | 0.7%                 | 0       |
|                          | الاتحاد الديمقراطي الوحدوي    | 912 7     | 0.4%                 | 0       |
|                          | الائتلاف اليساري              | 619 7     | 0.3%                 | 0       |
|                          | الحزب التقدمي الاشتراكي       | 720 5     | 0.4%                 | 0       |
|                          | الحزب الاجتماعي التحرري       | 270 5     | 0.3%                 | 0       |
|                          | التجمع التقدمي الاشتراكي      | 054 4     | 0.2%                 | 0       |
|                          | IRSP                          | 224 1     | 0.1%                 | 0       |
|                          | مستقلين                       | 155 277   | 13.7%                | 0       |
| الأصوات الصحيحة          | الأصوات الصحيحة               | 883 041 2 | 98.4%                | 141     |
| الأوراق البيضاء والملغاة | الأوراق البيضاء والملغاة      | 836 31    | 1.6%                 |         |
| مجموع الأصوات            | مجموع الأصوات                 | 719 073 2 | 100%                 |         |
| المصدر:                  |                               |           |                      |         |

## مقالات ذات صلة
- الانتخابات الرئاسية التونسية 1989